# Atlas, Rise!
Atlas, Rise! — третий  сингл группы Metallica из  десятого студийного альбома Hardwired...To Self-Destruct, выпущенный 31 октября 2016 года.

## Музыкальное видео
Музыкальное видео было выпущено 31 октября 2016 года. В нём показана работа группы над песней в студии. Видео сделано по материалам Эдди Кларка.

## Список композиций
| №  | Название       | Длительность |
| -- | -------------- | ------------ |
| 1. | «Atlas, Rise!» | 6:31         |

## Участники записи
- Джеймс Хэтфилд — ритм-гитара, вокал
- Кирк Хэмметт — соло-гитара
- Роберт Трухильо — бас-гитара
- Ларс Ульрих — ударные

## Чарты
| Чарт (2016)                                | Высшая позиция |
| ------------------------------------------ | -------------- |
| Бельгия/Фландрия (Ultratip Bubbling Under) | 40             |
| Чехия (Singles Digitál Top 100)            | 93             |
| Венгрия (Single Top 40)                    | 29             |
| Шотландия (OCC Scotland)                   | 99             |
| США (Billboard Mainstream Rock)            | 17             |